# 花嫁とパパ
『花嫁とパパ』（はなよめとパパ）は、フジテレビ系で、2007年4月10日から6月26日まで毎週火曜日の21:00 - 21:54（JST）に放送された日本のテレビドラマ。主演は石原さとみ。初回は、21:10 - 22:14まで放送。全12話。
東京の大手アパレルメーカーの新入社員・宇崎愛子（石原さとみ）が、娘を人生のパートナーと主張する愛子の実父・宇崎賢太郎（時任三郎）の束縛を逃れ、恋人・三浦誠二（田口淳之介）と結婚するまでを描くヒューマン・コメディ。

## キャスト
宇崎愛子（20歳） - 石原さとみ
OBECA（後述）広報室の社員。本作の主人公。1歳のときに母親と死別し、父・賢太郎に男手ひとつで育てられた。賢太郎には自分の会社に入るよう言われたが、反対を押し切ってあこがれのアパレル会社に就職した。賢太郎の束縛やお節介を鬱陶しく思っている。しかし、賢太郎が勝手に決めた家訓はしっかり守る。
三浦誠二（21歳） - 田口淳之介
OBECA広報室の社員。愛子と同時に入社。愛子に惹かれ、父に交際を申し込んだ。呉服屋である自らの両親の愛情が薄いと感じていることもあり、賢太郎の愛子に対する過度な愛情が好きだという。
宇崎賢太郎（49歳） - 時任三郎
愛子の父。百貨店の物流センターで働くサラリーマン。愛子を20歳の今まで一人で育ててきた（美奈子の協力もある）。「門限七時、交際禁止」等の家訓をつくり、愛子に守らせてきた。妻・陽子を失ってから19年、ずっと彼女を想い続けている。愛子が成人した今でも心配でしょうがなく、愛子の会社や社員の前にたびたび登場し、迷惑をかける。

### オベカ・デザイン・コーポレーション (OBECA)
鳴海駿一（30歳） - 小泉孝太郎
広報室室長。ブランディングディレクター。かなりクール。「無能な社員の首を切るのが僕の楽しみだ」といい冷徹さを見せる。なぜか、愛子に目をかけているようだ。
槙原環（29歳） - 白石美帆
広報室PRマネージャー。鳴海の側近。名はたまきと読む。
岡崎安奈（26歳） - 滝沢沙織
広報室アシスタントマネージャー。三浦に惚れている。
金山初音（24歳） - 西原亜希
広報室スタッフ。販売から広報へ異動して3年目。愛子の先輩。
岩倉舞（24歳） - 今井りか
広報室スタッフ。

### カフェ
犬飼美奈子（42歳） - 和久井映見
カフェのオーナー。賢太郎と学生時代からの友人で、「賢ちゃん」と呼ぶ。カフェが宇崎家の近くで、昔から愛子を世話した、愛子の母親的存在。
岡部真弓（19歳） - 佐津川愛美
カフェのアルバイト。

### 百貨店物流センター
五味紀男（53歳） - 浅野和之
百貨店物流センター管理事務所所長。空気が読めない。
神田竜太（26歳） - 忍成修吾
百貨店物流センター管理事務所運転手。
石原奏乃（23歳） - 金田美香
百貨店物流センター事務員。
藤崎桃（19歳） - 中園友乃
百貨店物流センター事務員。
都筑聡子（56歳） - 広岡由里子
百貨店物流センターのパート。

### ゲスト
プレスルームのチーフ - 山中聡 （第4話）
脇田ユミ - 筒井真理子 （第5話）
鳴海の元上司で、現在はフリーのディレクターとして活躍している。
三浦房江 - 田島令子 （第6話 - ）
三浦誠二の母親
桂木譲 - 小市慢太郎 （第8、9話）
人気のデザイン事務所「アトラス」のデザイナー
振り袖姿の女性 - 皆藤愛子（第10話）
三浦誠二のお見合い相手
三浦誠造 - 大和田伸也（第10話 - ）
三浦誠二の父親

## 主題歌・サウンドトラック
エンディングテーマ
「My Girl feat.COLOR」 歌：加藤ミリヤ&COLOR
イメージソング
「君の帰る場所」 歌：時任三郎
サウンドトラックCD
『花嫁とパパ オリジナルサウンドトラック』SRCL-6568
佐橋俊彦による劇中BGM（ブリッジ音楽含む）と「君の帰る場所」オルゴールバージョンとオリジナルバージョンを収録。
加藤ミリヤのEDに関してはTVサイズやインストバージョンが存在するがサントラCDには一切収録されていない。

## スタッフ
- 脚本：いずみ吉紘、小川智子
- 演出：佐藤祐市、石川淳一、村谷嘉則
- 企画：金井卓也
- 音楽 ：佐橋俊彦
- プロデューサー：稲田秀樹（共同テレビ）、三田真奈美（共同テレビ）
- 制作：フジテレビ・共同テレビ

## サブタイトル
| 各話   | 放送日        | サブタイトル                     | 視聴率 |
| ------ | ------------- | -------------------------------- | ------ |
| 第1話  | 2007年4月10日 | もう父の言いなりになんかならない | 14.9%  |
| 第2話  | 2007年4月17日 | 結婚は許さん!?                   | 11.3%  |
| 第3話  | 2007年4月24日 | 最悪の初キス!?                   | 10.3%  |
| 第4話  | 2007年5月1日  | ふたりだけの夜                   | 12.5%  |
| 第5話  | 2007年5月8日  | カレと同居開始                   | 11.8%  |
| 第6話  | 2007年5月15日 | 別れてください                   | 11.7%  |
| 第7話  | 2007年5月22日 | 笑顔でサヨナラ                   | 12.4%  |
| 第8話  | 2007年5月29日 | 恋より大切な事                   | 11.7%  |
| 第9話  | 2007年6月5日  | 危険な三角関係                   | 11.2%  |
| 第10話 | 2007年6月12日 | パパと父の対決                   | 10.4%  |
| 第11話 | 2007年6月19日 | 娘の涙と父の涙                   | 11.0%  |
| 最終話 | 2007年6月26日 | 娘に贈る歌…                      | 12.2%  |

※平均視聴率11.8%（視聴率は関東地区・ビデオリサーチ社調べ）

## 「ウザかわいいパパ」グランプリ
同番組はニッポン放送のラジオ番組『ミューコミ』と共同で、花嫁とパパの視聴者やミューコミの聴取者から「ウザかわいいパパ」として、宇崎賢太郎と同じような娘に子煩悩な父親のエピソードを花嫁とパパではホームページで、ミューコミではサポーターズパーティのコーナー内で募集し、合計271通の応募があった。その中から宇崎愛子役の石原さとみの選考でグランプリ1組と準グランプリ2組を選出し、2007年6月6日に授賞式が催された。